# 内特芬
内特芬是德国北莱茵-威斯特法伦州的一个市镇。总面积137.39平方公里，总人口23961人，其中男性11950人，女性12011人（2011年12月31日），人口密度174人/平方公里。